# ダニ・ラバ
ダニエル・”ダニ”・ラバ・アントリン（Daniel "Dani" Raba Antolín 、1995年10月29日 - ）は、スペイン・カンタブリア州サンタンデール出身のサッカー選手。CDレガネス所属。ポジションはフォワード。

## クラブ経歴
カンタブリア州のサンタンデールに生まれ、2014年にビジャレアルCFのCチームに入団した。2015-16シーズンにBチームデビューを飾り、翌シーズンからBチーム登録になった。
2017年10月25日、コパ・デル・レイのSDポンフェラディーナ戦に交代出場し、トップチームデビューを果たす。11月5日にはマラガCFとのリーグ戦でラ・リーガデビュー。
2019年8月5日、当時セグンダ・ディビシオンに在籍していたSDウエスカに1シーズンの契約で期限付き移籍した。
2022年2月2日、グラナダCFとシーズン終了までの契約を結んだ。
2022年6月24日、セグンダ・ディビシオンのCDレガネスにフリーで加入し、2年契約を交わした。

## タイトル

### クラブ
ウエスカ
- セグンダ・ディビシオン : 1回 (2019-20)